# كيت بيهان
كيت بيهان (بالإنجليزية: Kate Beahan)‏ هي ممثلة أسترالية، ولدت في 12 أكتوبر 1974 ببرث في أستراليا.

## أعمال

### أفلام
- (2003) الماتريكس 3[2][3][4]
- (2005) خطة رحلة
- (2006) الرجل الغصن[5]

### مسلسلات
- إن سي آي إس
- نيو أورليانز

## وصلات خارجية
- كيت بيهان على موقع IMDb (الإنجليزية)
- كيت بيهان على موقع ألو سيني (الفرنسية)
- كيت بيهان على موقع أول موفي (الإنجليزية)
- كيت بيهان على موقع قاعدة بيانات الأفلام السويدية (السويدية)
- كيت بيهان على موقع قاعدة بيانات الفيلم (الإنجليزية)
- كيت بيهان على موقع كينوبويسك (الروسية)